# 羅馬軍旗
羅馬軍旗（vexillum；複數：vexilla）是一種類似旗幟的物體，被羅馬軍隊用作軍事象徵。常見的紅底加上紋飾，在帝國前期，不同的軍團在旗面上有各種圖案，例如：狼、牛、鵰、船、獅、象、半人馬、三叉、琴等圖案。
vexillum這個字是拉丁文velum的衍生詞，意思是帆，這證實了歷史證據（來自硬幣和雕塑），vexilla字面意思是「小帆」：類似旗幟的標準。在羅馬軍旗中，布料從懸掛在一根棍子上的水平橫桿上垂下來。持有羅馬軍旗的人稱為vexillarius或vexillifer。
唯一現存的羅馬軍旗可追溯到3世紀，現藏於莫斯科普希金國家博物館。它由粗亞麻布製成，上面有維多利亞女神的圖案，形狀近似方形，尺寸為47x50厘米，流蘇保留在下邊緣。